# Jurij Ivanovič Malenčenko
Jurij Ivanovič Malenčenko (in russo Юрий Иванович Маленченко?; in ucraino Юрій Іванович Маленченко?, Jurij Ivanovyč Malenčenko; Svitlovods'k, 22 dicembre 1961) è un cosmonauta russo, cittadino sovietico sino al 1991.
Partecipò a cinque missioni spaziali, di cui una di breve durata (STS-106; 2000) e quattro di lunga durata (Mir EO-16, 1994; Expedition 7, 2003; Expedition 16, 2007; Expedition 32/33, 2012; Expedition 46/47, 2015), accumulando 827 giorni nello spazio; è la seconda persona dopo Gennadij Padalka ad aver trascorso più tempo nello spazio. Volò a bordo di due veicoli spaziali, Sojuz e Shuttle, e due stazioni spaziali, Mir e ISS.

## Biografia

### Formazione e carriera militare
Nel 1978 si diplomò presso una scuola superiore nel villaggio di Pavlovka, distretto di Svitlovods'k, regione di Kirovohrad. Nel 1978 entrò nell'Università nazionale di radioelettronica di Charkiv in Ucraina, ma dopo il primo anno si ritirò per studiare alla Scuola superiore militare di ingegneria aeronautica di Charkiv, dove si laureò nel 1983 come pilota ingegnere militare con specializzazione in aerei da combattimento tattici. Nel 1993 prese una seconda laurea in ingegneria operativa degli aeromobili presso l'Accademia di ingegneria aeronautica militare Žukovskij.

### Carriera militare
Dal 15 dicembre 1983 prestò servizio come aviatore nel 684º Guards Fighter Aviation Regiment (IAP) della 119ª Fighter Aviation Division (IAD) dell'Aeronautica militare sovietica nella città di Tiraspol. Al momento della selezione di cosmonauta aveva accumulato più di 830 ore di volo e effettuato più di 150 salti con il paracadute. Il 27 luglio 2009 si ritirò dalle Forze armate della Federazione Russa con il grado di colonnello e come pilota militare di 3ª classe.

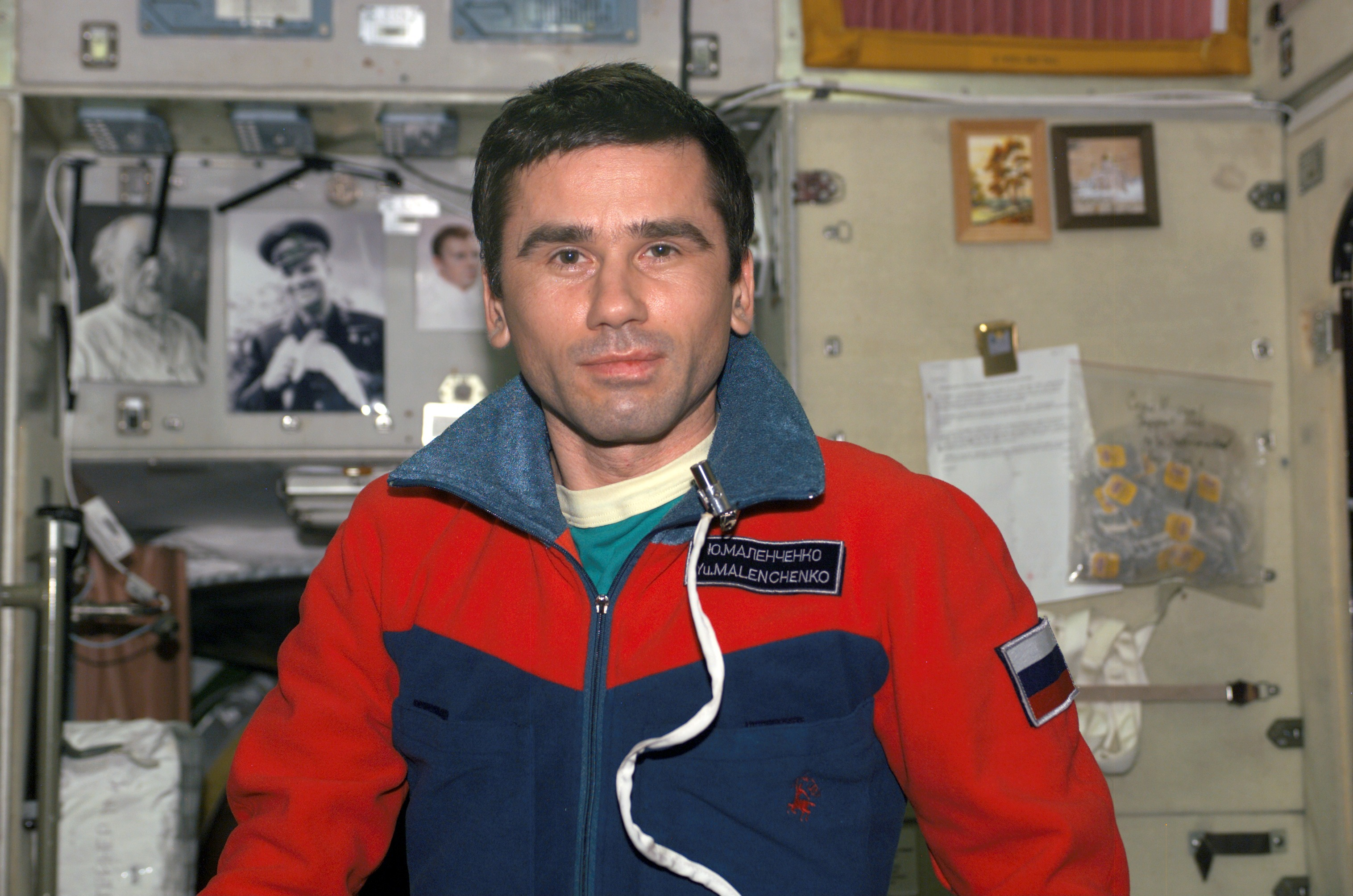
Malenčenko visto nel modulo Zvezda della ISS durante l'Expedition 7

### Carriera come cosmonauta
Il 6 ottobre 1987 venne selezionato come cosmonauta del Gruppo TsPK 8 distaccamento Aeronautica, iniziando l'addestramento generale dello spazio pochi mesi dopo. Il 21 luglio 1989, dopo aver superato l'esame finale, ricevette la qualifica di Cosmonauta collaudatore. Fino alla fine del 1992 continuò l'addestramento in vista di un'assegnazione a una missione a bordo della stazione spaziale Mir. Da agosto a dicembre 1996 fu coordinatore del GCTC al JSC della NASA. Nel luglio 2009 si ritirò dalle Forze armate e venne rimosso dal Corpo cosmonauta del GCTC distaccamento Aeronautica. Il 9 febbraio 2010 venne assunto come istruttore cosmonauta collaudatore civile del GCTC. Lasciò definitivamente il Corpo cosmonauti il 2 settembre 2016, con la posizione di Cosmonauta collaudatore di 2ª classe e istruttore cosmonauta collaudatore.

#### Mir EO-16
Nel 1993 si addestrò come comandante di riserva della missione di lunga durata Mir 15 (EO-15) con Talgat Musabaev e German Arzamazov mentre tra gennaio e giugno 1994 si addestrò come comandante principale della missione Mir 16 (EO-16), di nuovo insieme a Musabaev.
Il 1º luglio 1994 partì per la sua prima missione spaziale a bordo della Sojuz TM-19 dal Cosmodromo di Bajkonur come comandante sia della Sojuz sia della missione EO-16, attraccando al boccaporto posteriore di Kvant-1 della stazione Mir due giorni dopo. Malenčenko e Musabaev si unirono al cosmonauta Valerij Poljakov già presente a bordo; era da 17 anni che un equipaggio non era composto esclusivamente da cosmonauti senza esperienza di volo spaziale. Durante la missione l'equipaggio svolse esperimenti medici, sui materiali, sull'osservazione della Terra, astrofisica e biotecnologia. Il 27 agosto 1994 supervisionava l'arrivo della navicella cargo Progress M-24 quando l'attracco automatico fallì; anche il 30 agosto, durante il secondo tentativo, la navicella fallì l'attracco, impattando leggermente contro il boccaporto prima di allontanarsi nuovamente; a quel punto il Controllo missione decise di affidare a Malenčenko l'attracco del veicolo cargo. Il 2 settembre Malenčenko utilizzando dei monitor situati all'interno della Mir collegati alle telecamere del veicolo prese il controllo manuale della Progress facendola attraccare senza ulteriori problemi al boccaporto anteriore del modulo Core.
Malenčenko e Musabaev svolsero due attività extraveicolari (EVA) rispettivamente il 9 settembre e il 14 settembre. Nella prima EVA ispezionarono il boccaporto contro cui era andata a impattare la Progress M-24, che non mostrò comunque danni significativi, e ripararono una copertura termica strappata quando la Sojuz TM-17 colpì la stazione il 14 gennaio 1994. Nella seconda EVA spostarono i pannelli solari dal modulo Kristall al modulo Kvant. Malenčenko, Musabaev e il cosmonauta tedesco Ulf Merbold fecero ritorno sulla Terra il 4 novembre 1994.

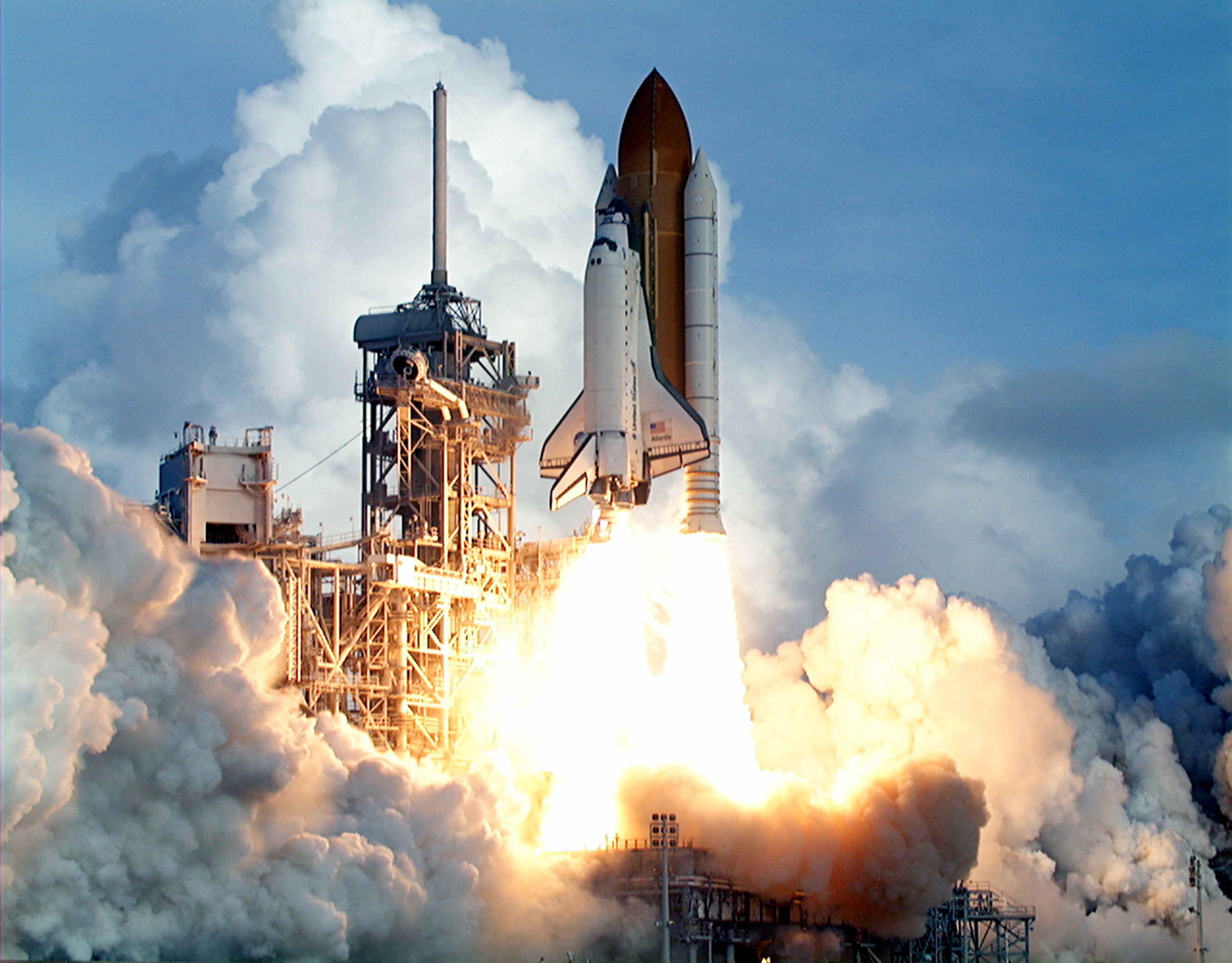
Il lancio dello Shuttle Atlantis per la missione STS-106

#### STS-106
Dal 1997 iniziò all'addestramento al JSC per prendere parte ad una missione Shuttle. Tornò nello spazio l'8 settembre 2000 a bordo dello Shuttle Atlantis come specialista di volo della missione STS-106. L'obiettivo del volo era quello di preparare l'arrivo del primo equipaggio di lunga durata (Expedition 1) che sarebbe arrivato sulla ISS a fine ottobre di quell’anno, per dare inizio al periodo ininterrotto di presenza umana sulla ISS. 

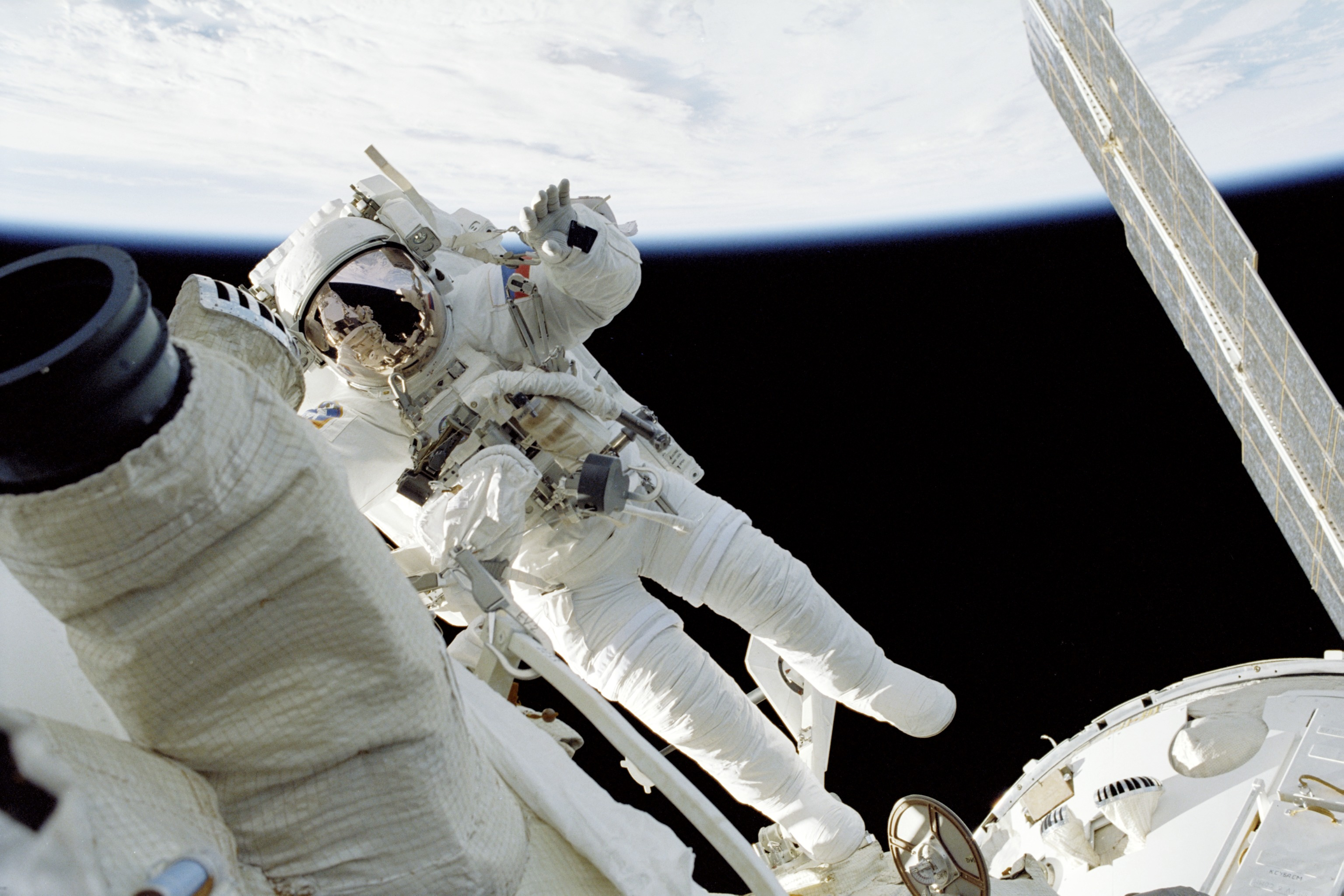
Malenčenko durante l'EVA della missione STS-106 con la tuta spaziale americana EMU

Nell'unica EVA di 6 ore e 14 minuti svolta da Edward Lu e Malenčenko vennero collegati cavi elettrici, di comunicazione e di telemetria tra il Modulo di Servizio Zvezda e il modulo di controllo Zarja, i cui computer passarono le funzioni di comando ai computer di Zvezda in una transizione graduale alla fine di luglio 2000. Venne installato anche un magnetometro all'esterno di Zvezda che svolgeva il compito di bussola tridimensionale progettata per ridurre al minimo l'utilizzo del propellente trasmettendo informazioni ai computer del modulo per quanto riguarda il suo orientamento rispetto alla Terra. L'equipaggio della STS-106 atterrò nella pista 15 del NASA Shuttle Landing Facility del Kennedy Space Center dopo 11 giorni di missione.

#### Expedition 7
A gennaio 2001 venne assegnato come comandante dell'equipaggio principale dell'Expedition 7 della ISS, insieme al cosmonauta Sergej Moščenko (nell'ottobre 2002 sostituito con Aleksandr Kaleri) e Edward Lu. Tuttavia, dopo il disastro dello Space Shuttle Columbia nel febbraio 2003, gli equipaggi della ISS furono ridotti a due persone. Dal 25 febbraio 2003 continuò i preparativi per il volo verso la ISS insieme a Lu.

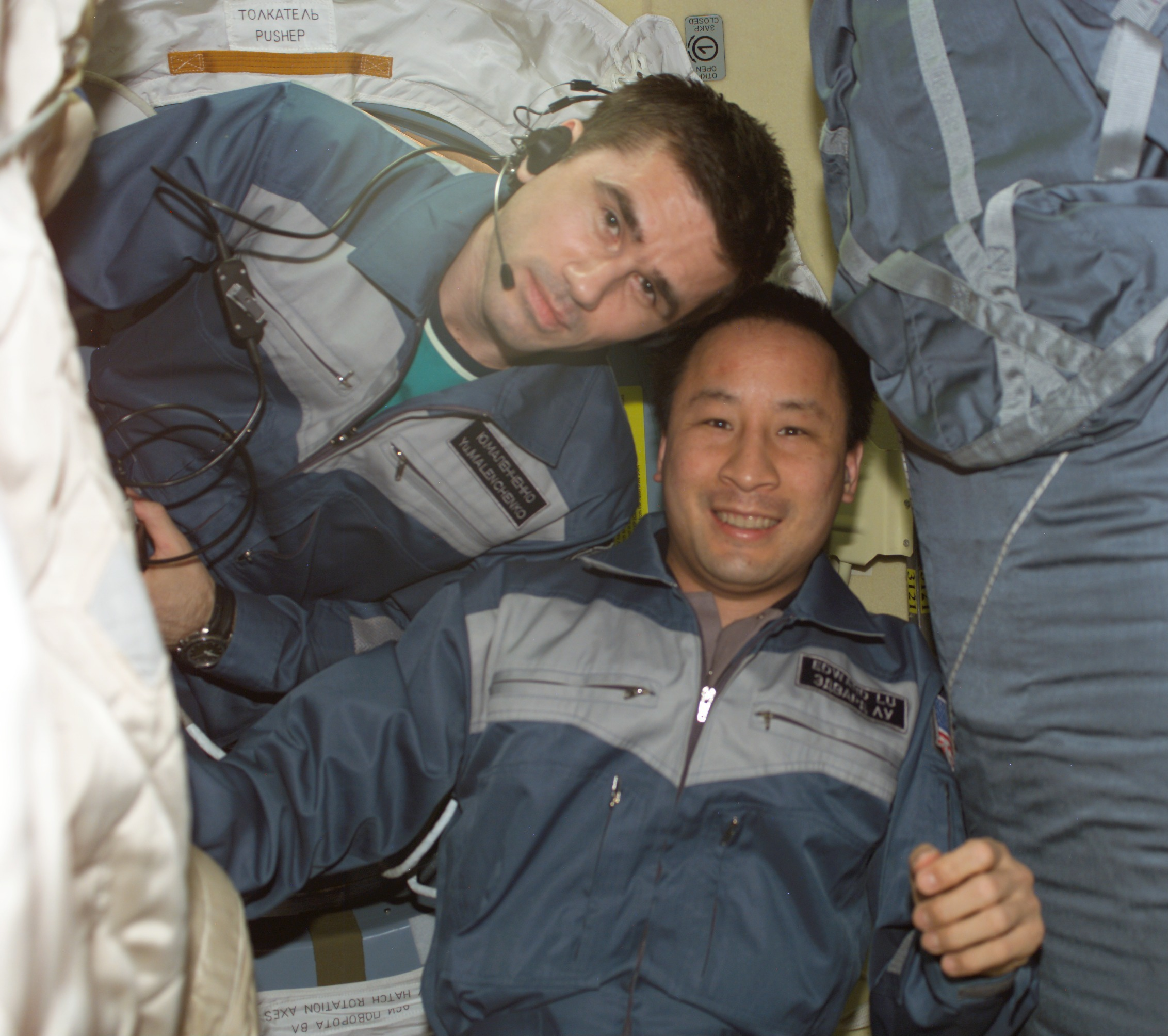
L'Expedition 7 a bordo della ISS

Il 26 aprile 2003 tornò nello spazio per la terza volta come comandante della Sojuz TMA-2 e della Expedition 7, attraccando al modulo russo Pirs della ISS due giorni dopo. A causa dell'equipaggio ridotto, la maggior parte del tempo dell'equipaggio venne occupata dalla manutenzione della ISS e vennero condotti solo 15 esperimenti in orbita. Supervisionò inoltre le operazioni di attracco e sgancio dei veicoli di rifornimento russi Progress M1-10 e M-48. La Sojuz TMA-2 e il suo equipaggio si sganciarono dalla ISS il 28 ottobre 2003, dopo 184 giorni di missione.

#### Expedition 16
Il 20 settembre 2005 venne nominato ingegnere di volo dell'equipaggio di riserva della Expedition 14 per la ISS, assegnazione ufficializzata nel dicembre successivo, insieme a Peggy Whitson. L'anno successivo andò ad aggiungersi all'equipaggio l'astronauta americano Clayton Anderson. Nell'estate del 2006 venne assegnato ufficialmente all'equipaggio principale dell'Expedition 16.

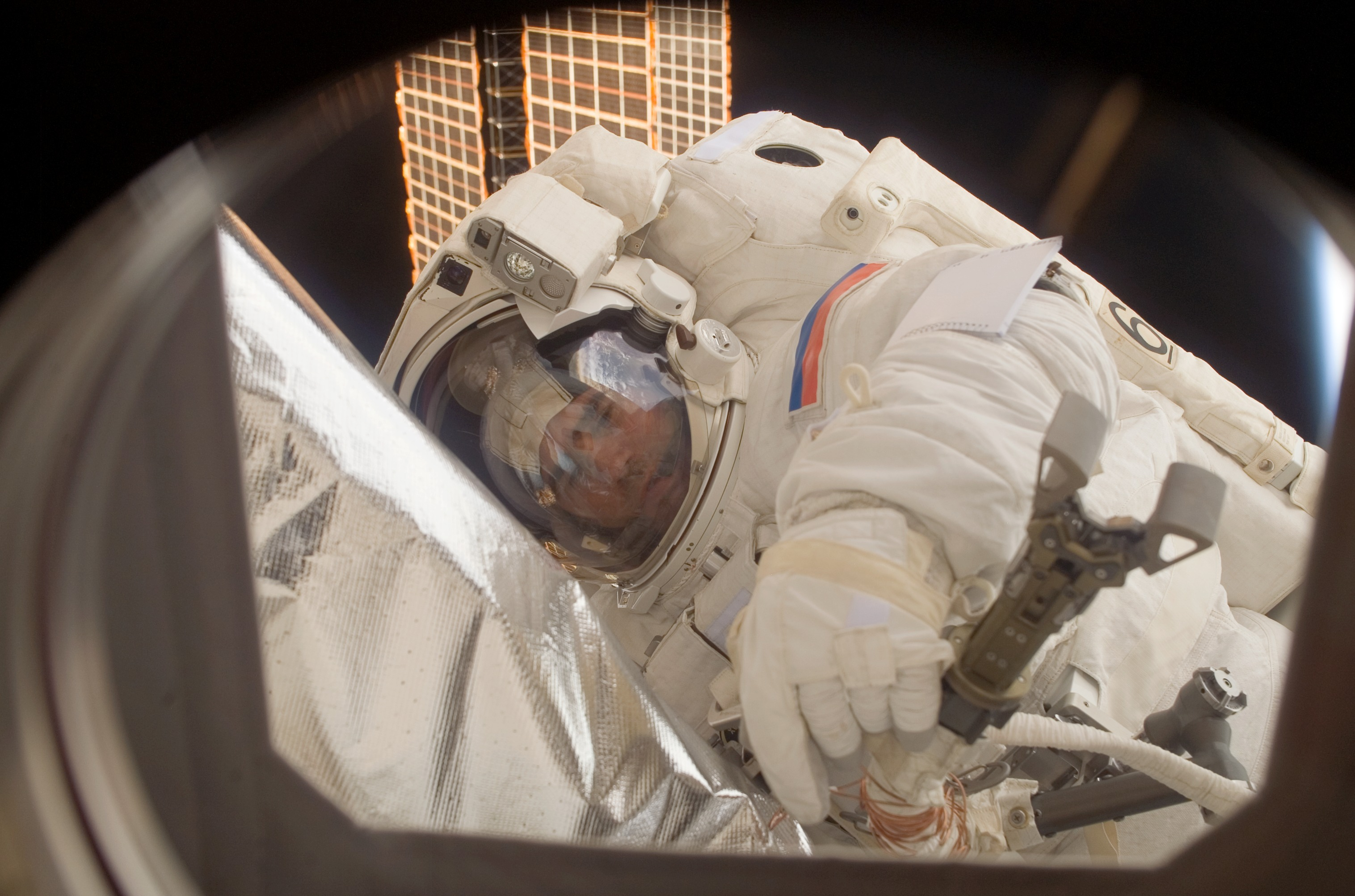
Malenčenko durante un'EVA dell'Expedition 16

Partì a bordo della Sojuz TMA-11, di cui era comandante, il 10 ottobre 2007 insieme a Whitson e al partecipante al volo Sheikh Shukor, il primo malesiano nello spazio. Durante l'Expedition 16 Whitson e Malenčenko rimasero sulla ISS per tutta la durata della missione mentre altri quattro astronauti si alternarono per un periodo inferiore: Anderson, Daniel Tani, Léopold Eyharts e Garrett Reisman. Durante la permanenza in orbita, tra le altre attività, supervisionò l'attracco delle Progress M-62 e M-63, e svolse un'attività extraveicolare di 6 ore e 55 minuti con Whitson all'esterno del Segmento americano indossando per la seconda volta nella sua carriera la tuta spaziale americana EMU; fu l'ultimo russo a svolgere un'EVA indossando una EMU. L'Expedition 16 ricevette tre nuovi moduli grazie alla visita di tre navicelle Shutte: modulo Harmony (STS-120), modulo Columbus (STS-122), modulo JEM con Dextre (STS-123). 
La Sojuz TMA-11 con Malenčenko, Whitson e la partecipante al volo coreana Yi So-yeon si sganciò dalla ISS il 19 aprile 2008 per tornare sulla Terra. Purtroppo il rientro in atmosfera non andò come previsto; a causa di un malfunzionamento il modulo di rientro passò alla modalità di rientro balistico per atterrare sulla Terra. Pur essendo una modalità sicura, essa impone una sopportazione di g superiori al normale per l'equipaggio a bordo, che infatti dovettero sopportare 8 g invece dei soliti 4 g. Inoltre, il punto di atterraggio era distante più di 400 km dal punto di atterraggio previsto inizialmente. Fu la seconda missione di seguito di una Sojuz ad utilizzare la modalità di rientro balistico, la precedente era la Sojuz TMA-10. L'equipaggio comunque subì solo qualche danno lieve e poche ore dopo venne soccorso dalle squadre di recupero.

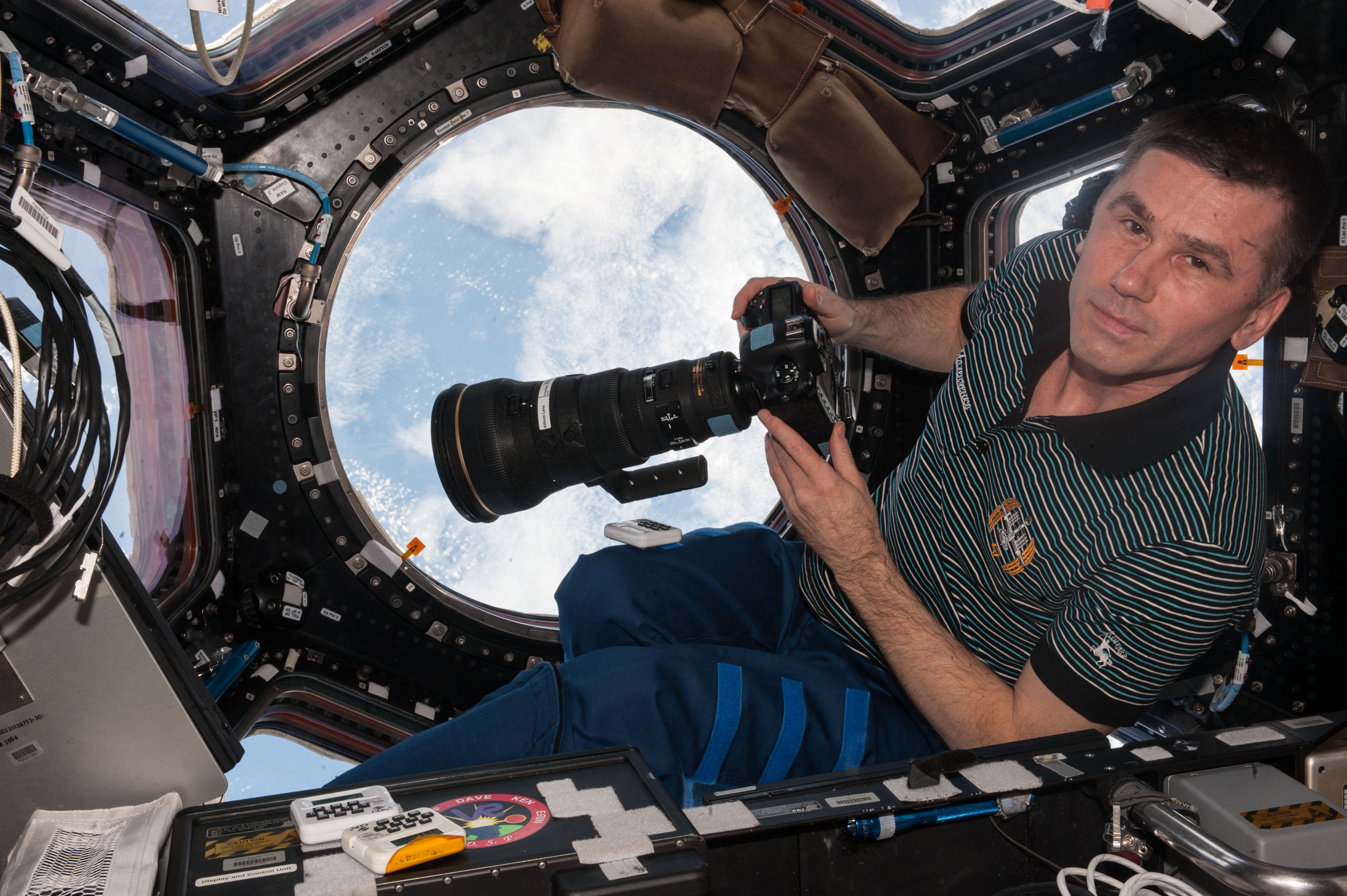
Malenčenko nella Cupola

#### Expedition 32/33
Nel gennaio 2010 venne assegnato come comandante di riserva della Sojuz TMA-03M e comandante principale della Sojuz TMA-05M, assegnazione poi confermata dalla NASA a fine di quell'anno. A gennaio 2011 prese parte all'addestramento di sopravvivenza invernale con l'equipaggio condizionale composto dai candidati cosmonauti Andrej Babkin e Ivan Vagner. 
Partì per la sua quinta missione il 15 luglio 2012 a bordo della Sojuz TMA-05M con Sunita Williams e Akihiko Hoshide per prendere parte all'Expedition 32/33, attraccando al modulo russo Rassvet della ISS due giorni dopo. Svolse un'attività extraveicolare di 5 ore e 51 minuti insieme a Gennadij Padalka il 20 agosto 2012, durante la quale i cosmonauti spostarono un braccio meccanico Strela-2 dal modulo Pirs al modulo Zarja, per permettere lo sgancio di Pirs e far spazio al nuovo modulo Nauka. Al 2020 Pirs è ancora agganciato alla ISS e il lancio di Nauka è previsto per il 2021, dopo innumerevoli ritardi. Supervisionò l'attracco delle Progress M-16M e M-17M, i primi tentativi di aggancio alla ISS in sei ore (4 orbite) invece dei soliti due giorni (32 orbite); questi due test, insieme a un terzo avvenuto durante l'Expedition 34, diedero il via all'utilizzo del profilo di volo veloce anche per le navicelle con equipaggio, iniziando l'anno successivo dalla Sojuz TMA-08M. Atterrò a circa 90 km dalla città di Arkalyk con il suo equipaggio il 18 novembre 2012 alla conclusione dei 126 giorni di missione. 

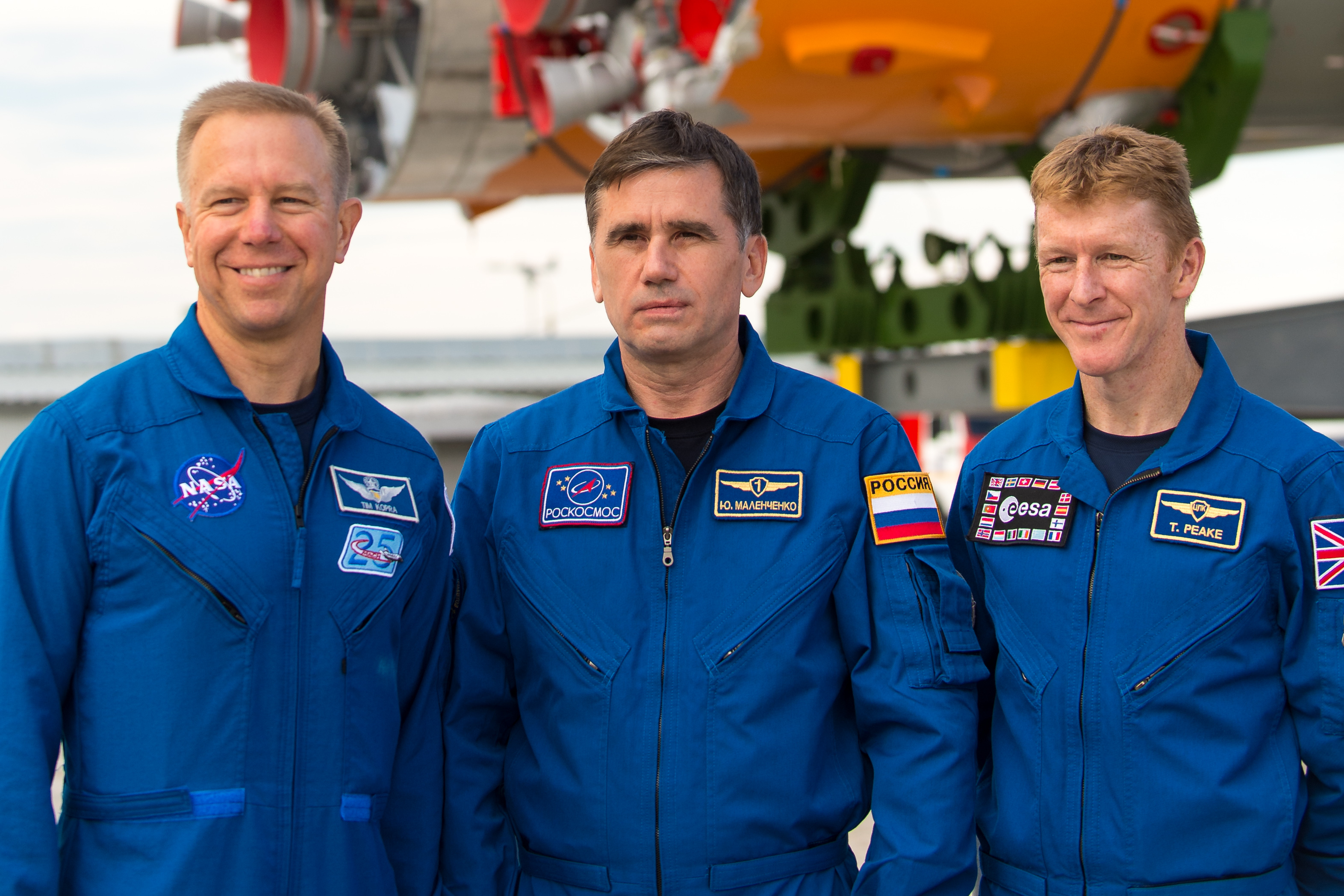
L'equipaggio della Sojuz TMA-19M al rollout della Sojuz TMA-17M durante le loro attività di equipaggio di riserva

#### Expedition 46/47
In aprile 2014 venne nominato comandante della Sojuz TMA-19M, in sostituzione del cosmonauta Sergej Zalëtin. Alla fine di quell'anno, venne ufficializzata la sua assegnazione all'equipaggio di riserva Expedition 44/45 e principale Expedition 46/47, insieme all'astronauta statunitense Timothy Kopra e all'astronauta britannico Timothy Peake. 
Tornò nello spazio per la sua sesta e ultima missione spaziale il 15 dicembre 2015 in direzione Stazione Spaziale Internazionale. Dopo sei ore di viaggio, mentre la navicella si approcciava alla ISS a circa a 20 metri dalla Stazione, il sistema Kurs individuò dei problemi e interruppe l'attracco automatico, riportando la navicella a distanza di sicurezza. Il Controllo missione di Mosca a quel punto autorizzò Malenčenko a passare al controllo manuale e pilotare lui stesso la navicella fino all'attracco. La navicella attraccò senza ulteriori problemi al modulo Rassvet dieci minuti in ritardo dall'orario prefissato. Il 3 febbraio 2016 svolse un'attività extraveicolare con Sergej Volkov di 4 ore e 45 minuti per installare hardware e esperimenti scientifici sul Segmento russo della ISS. Durante la sua permanenza sulla ISS venne inoltre installato e pressurizzato il nuovo modulo gonfiabile di prova BEAM sul Segmento americano. Il 18 giugno 2016 atterrò nel Kazakistan, accumulando 827 giorni nello spazio. Al 2020 è posizionato secondo posto nella classifica per tempo cumulativo trascorso nello spazio, superato solo dal cosmonauta ritirato Gennadij Padalka.

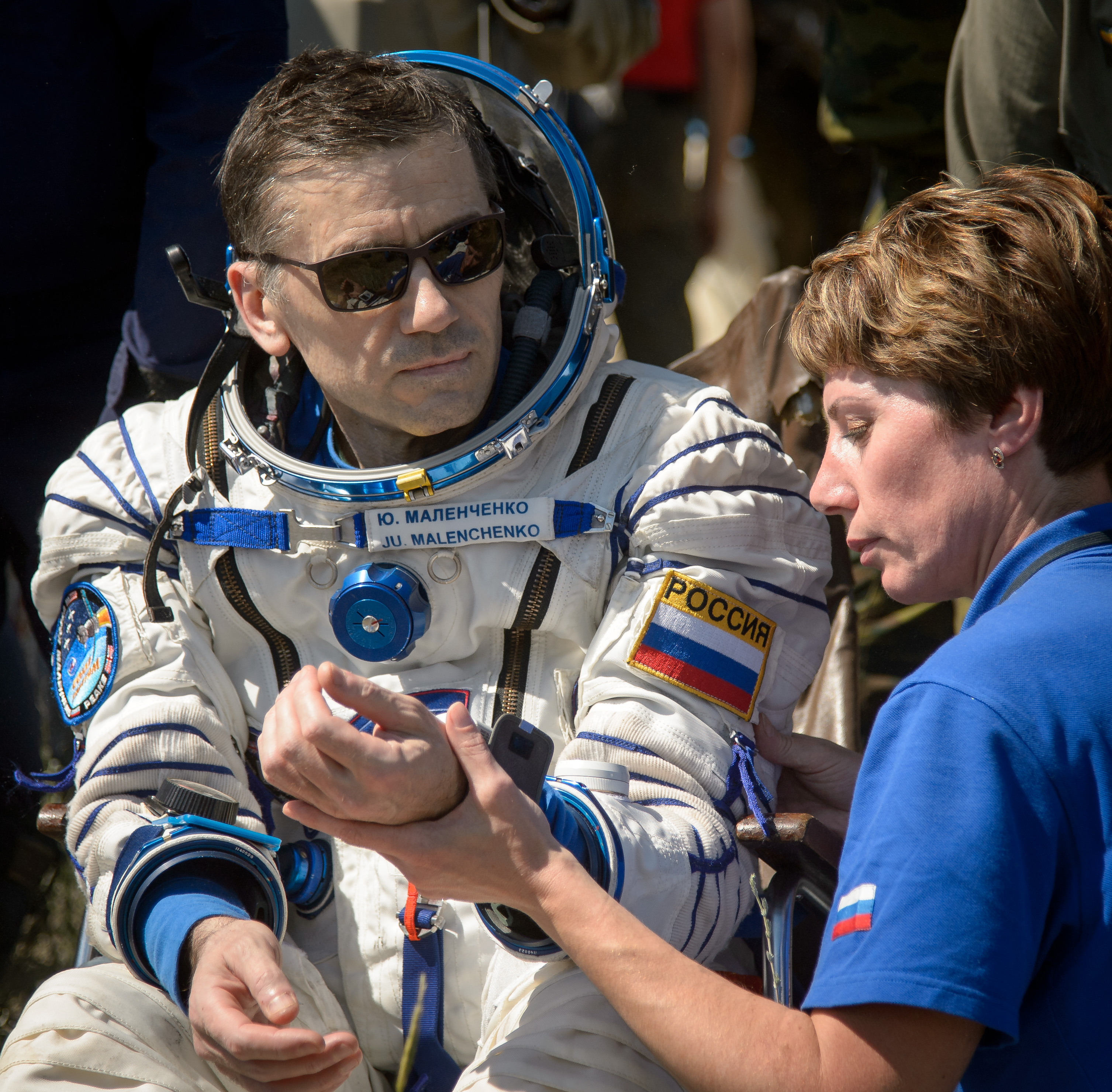
Malenčenko poco dopo il suo ultimo atterraggio

### Dopo la carriera di cosmonauta
Il 17 ottobre 2014 lasciò il Corpo cosmonauti per ricoprire la posizione di Direttore del 1º Dipartimento del GCTC, dove si occupò di supervisionare l'addestramento dei cosmonauti, dei test di collaudo dei veicoli spaziali con equipaggio, della ricerca scientifica e attività lavorativa in orbita e della sicurezza del volo spaziale. Nel novembre 2015 si dimise dalla posizione per prendere parte all'Expedition 46/47 come cosmonauta collaudatore. Poco dopo il suo ritorno, il 2 settembre 2016, lasciò per l'ultima volta il Corpo cosmonauti per ricoprire nuovamente la posizione di Direttore del 1º Dipartimento.
Il 20 settembre 2019 il giornale russo RIA Novosti riferì che la sua candidatura per la posizione di Vice direttore del GCTC venne rifiutata dal servizio di sicurezza di Roscosmos, probabilmente a causa del suo matrimonio con una cittadina straniera.

## Vita privata
Malenčenko nacque nella città di Chrušcëv (oggi Svitlovods'k) nell'Unione delle Repubbliche Socialiste Sovietiche (URSS) nel territorio dell'attuale Ucraina. Gli piace partecipare ad attività sportive, cacciare e la musica. Ebbe due figli, un figlio avuto con la precedente moglie (Dmitrij, 1984) e una figlia con Ekaterina Dmitrieva (Camilla, 2006). 

### Matrimonio nello spazio
Il 10 agosto 2003 si sposò in collegamento video con la cittadina americana di origine russa Ekaterina Dmitrieva mentre si trovava sulla Stazione spaziale internazionale per l'Expedition 7. Il matrimonio inizialmente non era previsto si svolgesse nello spazio, la data era già fissata molto tempo prima, ma l'estensione dell'Expedition 7 fece saltare la data. A quel punto gli sposi decisero di sposarsi comunque a distanza. La moglie abitava a Houston, nello stato del Texas; in questo stato è possibile il matrimonio per procura in assenza di uno degli sposi per una causa importante, con la firma di un delegato che fa le veci del coniuge assente. Questo fatto causò non pochi problemi in Russia, soprattutto per il fatto che il colonnello Malenčenko era un ufficiale a conoscenza di segreti di stato e sua moglie un cittadino di un altro Paese e perciò, secondo una vecchia legge sovietica, avrebbe dovuto prima chiedere il permesso al suo Paese. L'Aeronautica russa comunque affermò che non avrebbe impedito il matrimonio ma che sarebbe stato comunque meglio svolgerlo a terra una volta tornato. Fu il primo matrimonio a essere contratto nello spazio; da quel momento in poi le agenzie spaziali vietarono ai propri astronauti i matrimoni nello spazio.